# Greater Vision
Greater Vision é um grupo vocal do gênero norte-americano Southern Gospel, em atividade desde 1990.

## História
O grupo formou-se em 1990, quando Gerald Wolfe, ex-pianista do Cathedral Quartet, e Mark Trammell, ex-barítono também do Cathedral Quartet decidiram formar um trio próprio. Para completar o grupo, foi contratado Chris Allman. O grupo tornou-se um sucesso instantâneo, graças à reputação de Wolfe e Trammell com o Cathedral Quartet, bem como às canções escritas por Allman.
No final 1993, Trammell deixou o grupo, passando a integrar o Gold City no ano seguinte. Seu substituto foi o ex-Dixie Melody Boys Rodney Griffin, também conhecido por ser um prolífico compositor. Dois anos depos, em 1995, foi a vez de Allman deixar o grupo, sendo substituído pelo jovem Jason Waldroup.
A formação com Waldroup, Wolfe e Griffin permaneceu inalterada por 13 anos, alcançando imenso sucesso nesta época, sob a direção de Wolfe. Os prêmios ganhos pelo grupo de Trio Favorito pela Singing News Magazine são todos desta época. Até que em 2008, Waldroup anunciou sua saída do grupo, para se tornar pastor. Como substituto, foi contratado Jacob Kitson. Kitson permaneceu por pouco tempo, deixando o grupo em 2010. Para a surpresa dos fãs, o substituto foi o tenor original do grupo, Chris Allman, que havia deixado o grupo em 1995.
A partir de 2009, o grupo formou parceria com Legacy Five e The Booth Brothers, gravando uma série de álbuns intitulada Jubilee, tornando-se um sucesso de público. Em 2010 o grupo celebrou os 20 anos de carreira do grupo com uma turnê em parceria Mark Trammell Quartet. Uma das atrações da turnê era o Second Half Quartet, grupo fictício formado por Chris Allman como primeiro tenor, Rodney Griffin como segundo tenor, Mark Trammell Quartet no barítono, Pat Barker (à época integrante do Mark Trammell Quartet) como baixo, e Gerald Wolfe como pianista.
Em 2013 o grupo participou da gravação do álbum Cathedral Family Reunion, um tributo ao Cathedral Quartet reunindo, além do Greater Vision, também Ernie Haase & Signature Sound, Legacy Five, Mark Trammell Quartet e Danny Funderburk.
Em 2017, devido a uma doença crônica no pescoço, Gerald Wolfe foi forçado a reduzir o número de canções para apenas alguns solos durante os shows. Para suprir sua ausência, foi contratado o barítono Jon Epley (Ex-The Inspirations, The Ball Brothers, LeFevre Quartet). Com isso, Rodney Griffin, que já vinha cantando a parte do segundo tenor há alguns meses, foi oficializado na posição. Wolfe ainda continua no grupo como pianista e mestre de cerimônias.

## Integrantes e Formações
Ao todo, 7 cantores passaram pelo grupo, divididos em 6 formações. Gerald Wolfe é o único integrante da formação original ainda no grupo. Além de Wolfe, Rodney Griffin é o integrante que a mais tempo está no grupo, desde 1993. Jacob Kitson foi o integrante que permaneceu por menos tempo, apenas dois anos, entre 2008 e 2010. Sua formação, a quarta, também foi a de menor duração. A formação que mais tempo permaneceu inalterada foi a terceira formação, com Waldroup, Wolfe e Griffin, durando cerca de 13 anos, entre 1995 e 2008.

### Integrantes Atuais
- 1º tenor - Chris Allman (1990-1995; 2010-Presente)[2][4]
- 2º tenor - Rodney Griffin 2017-presente)[2][3][4]
- Barítono - Jon Epley (2017-Presente)[4]
- Pianista - Gerald Wolfe (1990-Presente)[2][3][4]

### Ex-Integrantes
1º Tenor
- Jason Waldroup (1995-2008)[2][3]
- Jacob Kitson (2008-2010)[3][4]

Barítono
- Mark Trammell (1990-1993)[2]

### Formações
1ª Formação - 1990-1993:
- Chris Allman (1º tenor)
- Gerald Wolfe (2º tenor)
- Mark Trammell (barítono)
- Gerald Wolfe (pianista)

2ª Formação - 1993-1995:
- Chris Allman (1º tenor)
- Gerald Wolfe (2º tenor)
- Rodney Griffin (barítono)
- Gerald Wolfe (pianista)

3ª Formação - 1995-2008:
- Jason Waldroup (1º tenor)
- Gerald Wolfe (2º tenor)
- Rodney Griffin (barítono)
- Gerald Wolfe (pianista)

4ª Formação - 2008-2010:
- Jacob Kitson (1º tenor)
- Gerald Wolfe (2º tenor)
- Rodney Griffin (barítono)
- Gerald Wolfe (pianista)

5ª Formação - 2010-2017:
- Chris Allman (1º tenor)
- Gerald Wolfe (2º tenor)
- Rodney Griffin (barítono)
- Gerald Wolfe (pianista)

6ª Formação - 2017-presente:
- Chris Allman (1º tenor)
- Rodney Griffin (2º tenor)
- Jon Epley (barítono)
- Gerald Wolfe (pianista)

## Discografia

### Álbuns de Estúdio

#### 1990-1999[2]
- You Can Have a Song (1991 -  Independente - Allman/Wolfe/Trammell)
- On a Journey (1991 - Riversong Records - Allman/Wolfe/Trammell)
- It's Just Like Heaven (1992 - Riversong Records - Allman/Wolfe/Trammell)
- The King Came Down (1993 - Riversong Records - Allman/Wolfe/Trammell)
- 20 Inspirational Favorites (1993 - Riversong Records - Allman/Wolfe/Trammell)
- Serving a Risen Savior (1994 - Riversong Records - Allman/Wolfe/Griffin)
- Where He Leads Me (1994 - Riversong Records - Allman/Wolfe/Griffin)
- Take Him At His Word (1995 - Riversong Records - Allman/Wolfe/Griffin)
- The Shepherds Found a Lamb (1996 - Riversong Records - Waldroup/Wolfe/Griffin)
- Sing It Again (1996 - Daywind Records - Waldroup/Wolfe/Griffin)
- The Church Hymnal Series Vol. 1 (1996 - Greater Vision Music Ministries - Waldroup/Wolfe/Griffin)
- When I See The Cross (1997 - White Field Music - Waldroup/Wolfe/Griffin)
- Far Beyond This Place (1999 - Daywind Records - Waldroup/Wolfe/Griffin)
- The Church Hymnal Series Vol. 2 (1999 - Greater Vision Music Ministries - Waldroup/Wolfe/Griffin)
- A Greater Vision Christmas (1999 - Daywind Records - Waldroup/Wolfe/Griffin)

#### 2000-2009[3]
- Perfect Candidate (2000 - Daywind Records - Waldroup/Wolfe/Griffin)
- The Church Hymnal Series (2001 - Greater Vision Music Ministries - Waldroup/Wolfe/Griffin)
- Quartets (2003 - Daywind Records - Waldroup/Wolfe/Griffin) - Cada canção deste álbum teve um baixo diferente. Participaram do álbum: Jeff Chapman, Tim Riley, George Younce, Brock Speer, J. D. Sumner, Tracy Stuffle, Rex Nelon, Tim Duncan, Eric Bennett, Jeff Pearles, Gene McDonald, Mike Holcomb, Christian Davis e Ed O'Neal.
- Songs From Stories (2004 - Greater Vision Music Ministries - Waldroup/Wolfe/Griffin)
- Faces (2004 - Daywind Records - Waldroup/Wolfe/Griffin)
- The Church Hymnal Series Vol. 4 (2005 - Greater Vision Music Ministries - Waldroup/Wolfe/Griffin)
- My Favorite Place (2006 - Daywind Records - Waldroup/Wolfe/Griffin)
- Hymns Of The Ages (2006 - Daywind Records - Waldroup/Wolfe/Griffin) - Regravado e re-lançado em 2012 com os vocais de Chris Allman.
- Everyday People (2007 - Daywind Records - Waldroup/Wolfe/Griffin)
- Not Alone (2008 - Daywind Records - Kitson/Wolfe/Griffin)
- Memories Made New (2008 - Greater Vision Music Ministries - Kitson/Wolfe/Griffin)
- Jubilee (2009 - Independente - Kitson/Wolfe/Griffin) - Em parceria com Legacy Five e The Booth Brothers.
- Nothin' But Fast (2009 - Greater Vision Music Ministries - Kitson/Wolfe/Griffin)

#### 2010-Presente[4]
- Welcome Back (2010 - Daywind Records - Allman/Wolfe/Griffin)
- Jubilee 2 (2010 - Independente - Allman/Wolfe/Griffin) - Em parceria com Legacy Five e The Booth Brothers.
- Everything Christmas (2010 - Greater Vision Music Ministries - Allman/Wolfe/Griffin)
- Songs Of The 1900's (2011 - Daywind Records - Allman/Wolfe/Griffin)
- The Only Way (2011 - Daywind Records - Allman/Wolfe/Griffin)
- The Ones That Got Away (2011 - Greater Vision Music Ministries - Allman/Wolfe/Griffin)
- Jubilee 3 (2012 - Independente - Allman/Wolfe/Griffin) - Em parceria com Legacy Five e The Booth Brothers.
- Jubilee Christmas (2012 - Independente - Allman/Wolfe/Griffin) - Em parceria com Legacy Five e The Booth Brothers.
- Hymns Of The Ages (2012 - Daywind Records - Allman/Wolfe/Griffin) - Regravação do álbum homônimo de 2006 com os vocais de Chris Allman.
- For All He's Done (2013 - Daywind Records - Allman/Wolfe/Griffin)
- Because You Asked (2014 - Daywind Records - Allman/Wolfe/Griffin)
- As We Speak (2015 - Daywind Records - Allman/Wolfe/Griffin)
- Still (2017 - Daywind Records - Allman/Griffin/Epley/Wolfe)
- Life Is a Song (2018 - Daywind Records - Allman/Griffin/Epley/Wolfe)
- You've Arrived (2019 - Daywind Records - Allman/Griffin/Epley/Wolfe)

### Álbuns Ao Vivo[3][4]
- Live At First Baptist Atlanta (2002 - Daywind Records - Waldroup/Wolfe/Griffin)
- Live At The Palace (2003 - Independente - Waldroup/Wolfe/Griffin) - Em parceria com Legacy Five.
- Now And Then (2005 - Greater Vision Music Ministries) - Com participação dos ex-membros Chris Allman e Mark Trammell.
- Live At Oaktree (2009 - Daywind Records - Kitson/Wolfe/Griffin)
- 20 Years - Live In Texas (2010 - Daywind Records - Kitson/Wolfe/Griffin)
- Our Most Requested... LIVE! (2012 - Daywind Records - Allman/Wolfe/Griffin)

### Compilações[3][4]
- Through The Years With Greater Vision - Our Southern Gospel Hits (2000 - Benson Records)
- Fifteen (2006 - Daywind Records)
- Favorites Form The Church Hymnal Series (2008 - Greater Vision Music Ministries)
- Featuring Jason Waldroup - 13 Great Years, 13 Unforgettabe Songs (2008 - Greater Vision Music Ministries)
- 25 - Silver Edition (2016 - Daywind Records)
- Our Very Best (2019 - Independente)

## Prêmios[1]

### Singing News Fan Awards
O Singing News Fan Award é um prêmio concedido pela Singing News Magazine, revista especializada do gênero, aos artistas escolhidos pelo público. O prêmio é concedido desde 1970, e desde 1999 o Greater Vision já recebeu 25 prêmios coletivos, e seus integrantes receberam 45 prêmios individuais em suas passagens pelo grupo, distribuídos em diversas categorias.

#### Prêmios Coletivos
Trio Favorito
- 10 vezes (1999, 2000, 2001, 2002, 2003, 2004, 2005, 2006, 2019 e 2020)

Álbum do Ano (6 vezes)
- Far Beyond This Place (2000)
- Live At First Baptist Atlanta (2002)
- Quartets (2003)
- Faces (2005)
- Jubilee (2010) - Em parceria com Legacy Five e The Booth Brothers.
- For All He's Done (2014)

Canção do Ano (6 vezes)
- My Name Is Lazarus (1999)
- Just One More Soul (2000)
- Just Ask (2004)
- Faces (2005)
- Preacher Tell Me Like It Is (2014)
- For All He's Done (2015)

Vídeo Favorito (3 vezes)
- Live From Morristown (2001)
- Live At First Baptist Atlanta (2002)
- Quartets Live (2004)

NOTA: Os anos mencionados nos prêmios Álbum do Ano, Canção do Ano e Vídeo Favorito referem-se ao ano em que o prêmio foi concedido, e não ao ano em que o álbum, música ou vídeo foi lançado.

#### Prêmios Individuais
1º Tenor Favorito
- Jason Waldroup (2004 e 2007)
- Chris Allman (2017, 2018, 2019 e 2020)

2º Tenor Favorito
- Gerald Wolfe (2002 e 2006)

Barítono Favorito
- Rodney Griffin (2002, 2003, 2006, 2007 e 2008)

Cantor Favorito
- Gerald Wolfe (2001, 2002, 2003, 2004, 2005, 2008)

Revelação Individual
- Jacob Kitson (2009)

Artista Jovem Favorito
- Jason Waldroup (2002, 2005 e 2006)

Compositor Favorito
- Rodney Griffin (1999, 2000, 2001, 2002, 2003, 2004, 2005, 2006, 2007, 2008, 2009, 2010, 2011, 2012, 2013, 2014, 2015, 2016, 2017, 2018, 2019 e 2020)

NOTA: Esta seção menciona apenas os prêmios recebidos pelos integrantes do Greater Vision durante sua passagem pelo grupo. Alguns componentes podem ter outros prêmios de outras épocas.

### NQC Music Awards
O NQC Music Awards é um prêmio dado pela direção da National Quartet Convention, um dos maiores eventos do gênero. O prêmio é concedido desde 2012, e o Greater Vision recebeu um prêmio em 2012, de Canção do Ano, pela música I Know a Man Who Can.